# Sado (řeka)
Sado (portugalsky Rio Sado) je řeka v jižním Portugalsku (Alentejo). Je 175 km dlouhá. Povodí má rozlohu přibližně 7600 km².

## Průběh toku
Pramení na výběžcích pohoří Serra da Algarve. Ústí do Setubalského zálivu Atlantského oceánu, přičemž vytváří estuár, který je od otevřené části zálivu oddělený písečným prahem.

## Vodní stav
Zdroj vody je dešťový a nejvyšší vodnosti dosahuje řeka v zimě. Průměrný průtok vody je přibližně 40 m³/s.

## Využití
Vodní doprava je možná na dolním toku při přílivu. V estuáru leží námořní přístav Setúbal.